# Accelerationen (vals)
Accelerationen, op. 234, är en vals av Johann Strauss den yngre. Den spelades första gången den 14 februari 1860 i Sofiensäle i Wien. 

## Historia
Johann Strauss den yngre komponerade valsen till ingenjörsstudenternas karnevalsbal vilken hölls i Sofiensäle den 14 februari 1860. Titeln var lämpligt nog hämtad från teknikens värld och i valsens inledning porträtterar Strauss bilden av en kraftfull maskin som accelererar. 
Valsen har gett upphov till en anekdot som återfinns i diverse biografier över kompositören: Enligt historien satt den 14 februari en utmattad Johann Strauss och tog igen sig med ett glas vin efter att ha dirigerat baler hela natten. En ledamot från ingenjörernas festkommitté närmade sig honom och frågade huruvida han hade slutfört den vals han hade lovat dem till kvällens karneval. Då Strauss insåg att han hade glömt bort detta tog det honom bara en halvtimme att skriva ned valsen på baksidan av en meny. När denna historia återberättades för Strauss på 1890-talet avfärdade han den. Även om han och hans broder Josef Strauss hade tillbringat hela natten den 13/14 februari 1860 med att dirigera och att Johann räknades som den snabbaste orkestreraren av den tre bröderna, sade han helt logiskt: "Det kan mycket väl ha hänt att jag någonstans skrev ned huvudmelodin för valsen, kanske till och med på baksidan av en meny, men inte ens jag skulle kunna komponera en vals på ett ögonblick!"

## Om valsen
Speltiden är ca 10 minuter och 31 sekunder plus minus några sekunder beroende på dirigentens musikaliska tolkning.

## Weblänkar
- Accelerationen i Naxos-utgåvan.